# Raiponce orbiculaire
Phyteuma orbiculare
Espèce
Classification phylogénétique
La Raiponce orbiculaire (Phyteuma orbiculare) est une espèce de plantes herbacées vivaces de la famille des Campanulacées appartenant au genre Phyteuma.
Cette plante aux fleurs violacées mesure de 20 à 50 cm de haut. On la trouve notamment en haute montagne (2 600 m), dans des prairies sèches, sur des sols calcaires.

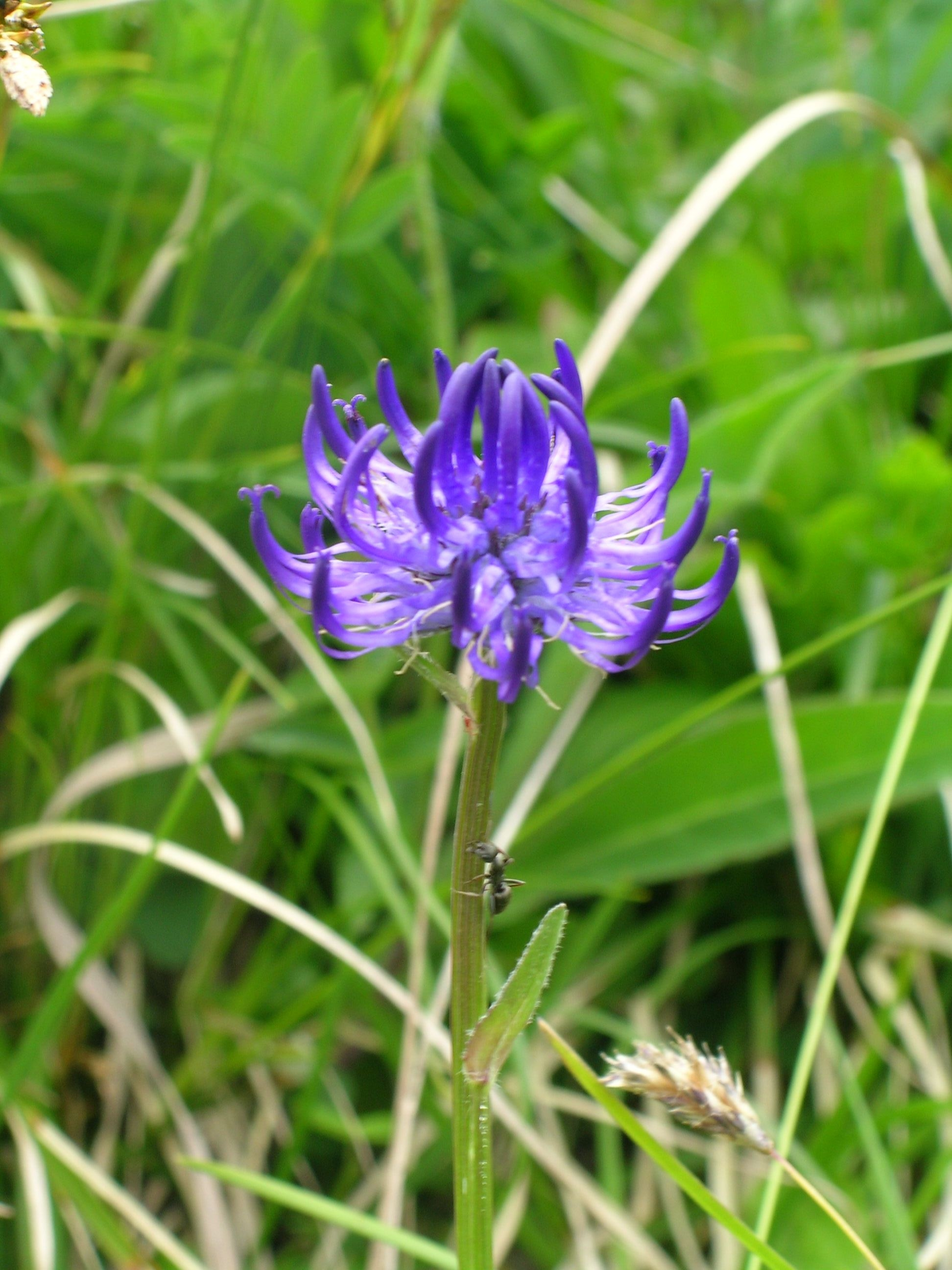
Raiponce orbiculaire